# Naturistisch Recreatiepark Elsendorp

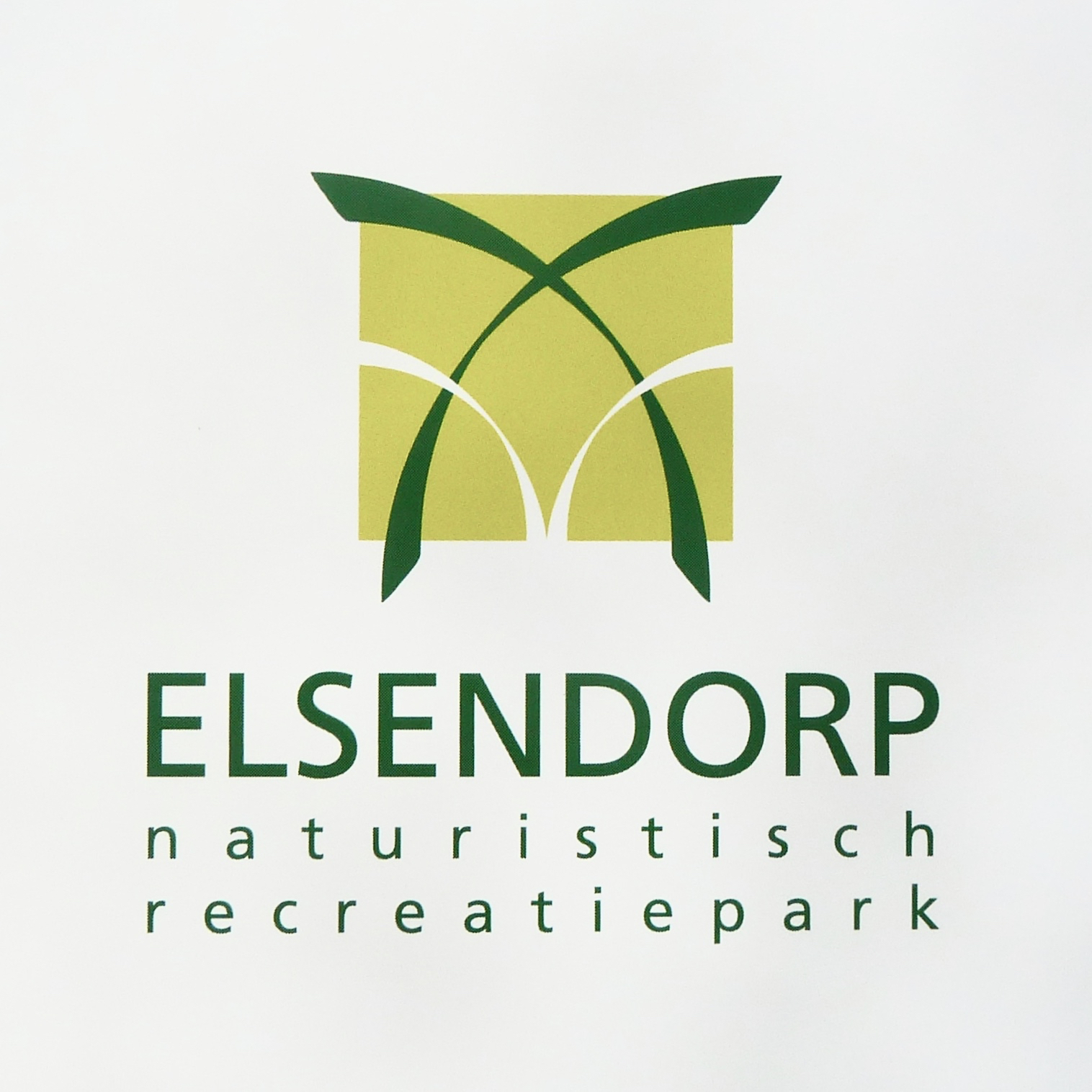
Logo Elsendorp Naturistisch recreatiepark

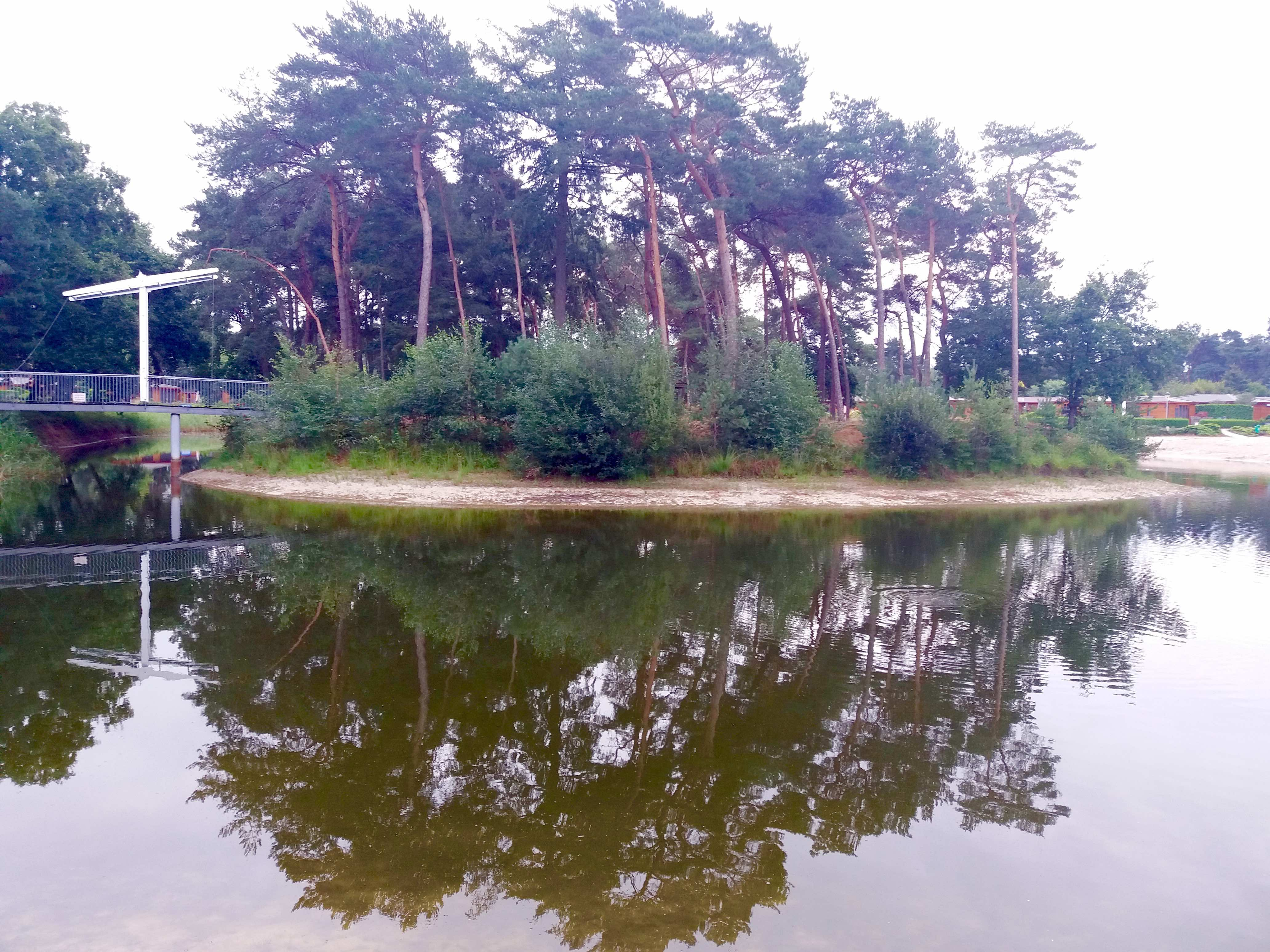
Deel zwemvijver met bruggetje over de achterlangsloop.

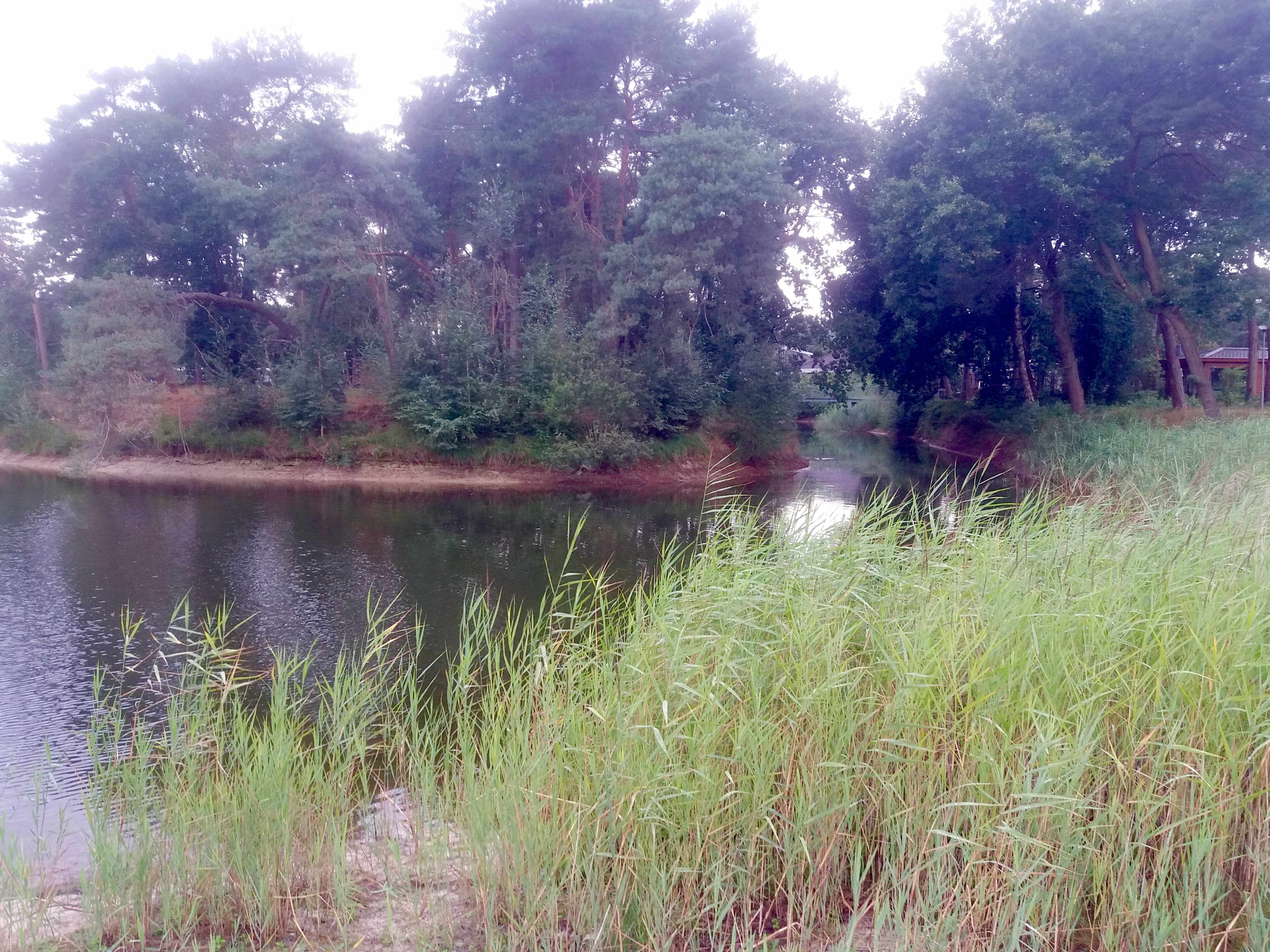
Zicht op achterlangsloop gezien vanaf de oostzijde.

Naturistisch Recreatiepark Elsendorp is een commercieel geëxploiteerd naturistenpark genoemd naar het direct ten noorden ervan gelegen plaatsje Elsendorp.
Lokaal wordt het park ook wel als “Camping Elsendorp” of kortweg “Elsendorp” aangeduid.
Het terrein heeft een oppervlakte van 16ha en is het gehele jaar geopend, zowel voor vaste gasten, gasten van de huur-accommodaties als wel dagrecreanten.

## Geschiedenis
Vanaf de jaren ’60 tot midden jaren '80 was er even ten zuiden van het dorp het recreatiegebied “Limbra Zonneweide”. Een openbaar terrein met roeivijver en glijbaan.
Op 1 januari 1986 is op die locatie het "Naturistisch Recreatiepark Elsendorp" gesticht. Toentertijd met de ingang aan de Limbraweg. In 1990 is deze ingang verplaatst naar Den Heikop.
Negen jaar is de camping door de locale naturistenvereniging gerund. Hierna werd deze in januari 1995 overgenomen door een recreatie-accommodatie-bouwer van stacaravans en chalets uit Reek. Vanaf dat moment is het een commerciële onderneming. Er werd vanaf dan ook meteen geïnvesteerd in de gebouwen en infrastructuur. Het park is aangesloten bij de Vereniging van Recreatieondernemers Nederland (RECRON).

## Naturistisch
De nieuwe eigenaar had geen ervaring in het runnen van een camping of bungalowpark en eveneens geen ervaring met het naturisme. De keuze om de locatie naturistisch voort te zetten en niet als textielcamping is destijds bewust gemaakt. Als reden is opgegeven dat naturisten een ander publiek zijn. Rustiger, geen rommel maken en sociale controle bij hen eveneens een belangrijke rol speelt. Om het naturistische gedachtegoed van het park te leiden, hebben een groep naturisten van de voormalige camping zich verenigd in “Vrienden van Elsendorp”. Deze vereniging zorgt ervoor dat de naturistische waarden gewaarborgd blijven en geven sturing aan het beleid op het park. De in 1994 opgerichte naturistenvereniging “Vrienden van Elsendorp” is aangesloten bij de Naturisten Federatie Nederland (NFN). Het park voert het NFN-keurmerk "Prettig Bloot".

## Het park
Het aanzicht van het park is omgeven door een groensingel die past in de contouren van de nabij gelegen bosgebieden. Op het terrein staan hoge naaldbomen.
Er zijn 180 standplaatsen voor onder meer chalets en stacaravans. Zowel huur als koop. Daarnaast zijn er 200 standplaatsen voor kampeermiddelen als tenten en caravans.
Naast faciliteiten als een horecagelegenheid en bescheiden winkeltje zijn er diverse sportvelden waaronder tennisbanen, is er een zwembad, een sauna en een jeugdhonk.
Gelijk als op veel andere commerciële (textiel)campings worden er meerdere activiteiten voor de gasten georganiseerd. Ook voor kinderanimatie wordt in de zomermaanden gezorgd.

## Natuurvijver
Middenin het park ligt een zwemvijver met eiland, een uit de jaren 1960 stammende kunstmatige plas. Toentertijd aangelegd als onderdeel van de speeltuin en zonneweide Limbra. Het heeft een oppervlakte van 0,7 ha en een maximale diepte van 2,5 meter.
De zwemwaterkwaliteit was volgens de normen van de oude EU-zwemwaterrichtlijn “goed”. Per 2009 is de waterkwaliteit volgens de nieuwe Europese zwemwaterrichtlijn “uitstekend” beoordeeld. Zo ook is de kans op blauwalg klein vanwege de lage zuurgraad van het zwemwater. Een keer in de twee à vier jaar wordt de bodem schoongemaakt.
Het zandstrand heeft een lengte van 260 meter en is 5 tot 40 meter breed.